# Moutiers-sous-Argenton

Moutiers-sous-Argenton este o comună în departamentul Deux-Sèvres, Franța. În 2009 avea o populație de 569 de locuitori.